# Cattedrale di San Michele Arcangelo (Albenga)
La cattedrale di San Michele Arcangelo è un luogo di culto cattolico situato nel centro storico, tra via Bernardo Ricci, piazza San Michele e piazza IV novembre, nel comune di Albenga in provincia di Savona. La chiesa è sede della parrocchia omonima del vicariato di Albenga della diocesi di Albenga-Imperia.

## Denominazione
Tutta la documentazione scritta in nostro possesso assegna a San Michele Arcangelo l'intitolazione della Cattedrale ingauna. Una tradizione vuole che per la via che da Albenga porta ad Alassio ci fosse un serpente che uccideva chiunque passasse. La popolazione fece una processione pregando san Michele Arcangelo di uccidere il serpente. Durante la notte si vide un bagliore provenire dal cielo e dirigersi verso un punto della strada; la popolazione accorse in fretta, e trovarono il serpente ucciso.
La protezione di San Michele era diffusa in epoca longobarda, quando il popolo in armi invocava il Santo e alla cui effigie giurava fedeltà prima del combattimento. Tuttavia la proliferazione del culto è di epoca bizantina, e all'epoca la città di Albenga aveva rapporti commerciali stretti con l'Impero bizantino, quindi l'intitolazione della Cattedrale a San Michele ci può collocare alla sua prima edificazione.
Tuttavia sono emersi documenti per i quali si è pensato che per qualche tempo potesse essere stata attribuita a San Giovanni: il primo documento è del 1076 e trattava la compravendita di un mulino, nel quale viene citata la presenza di undici milites Sancti Iohannis. È del 1103 il documento attraverso il quale il vescovo di Albenga donava all'Abbazia di Lerino delle chiese nei dintorni di Porto Maurizio, la donazione prevedeva uno quoque anno aecclesia Sancti Iohannis ac Sancti Michaelis Albinguinensis aecclesie reddat solidos duos...; tale documento però non dà la doppia denominazione alla Cattedrale, ma parla di due strutture separate. Ancora documenti pervenutici anche dai templari annoverano la chiesa di San Giovanni. Questo però è stato spiegato analizzando tutta la documentazione, cioè il complesso cattedrale-battistero è stato realizzato assieme, ed è probabile che il battistero stesso venne intitolato a San Giovanni Battista come luogo di battesimo e che la diocesi si riferisse a questa struttura come uno dei principali luoghi di riferimento episcopali.
È da rilevare come Albenga avesse il suo nome legato a quello di santi-militari, da San Calocero a San Martino, ma anche nella chiesa di San Giorgio, o nei ritrovamenti della chiesa di San Teodoro, poiché le fortificazioni realizzate da Costanzo crearono una città militarizzata nel periodo bizantino.

## Storia

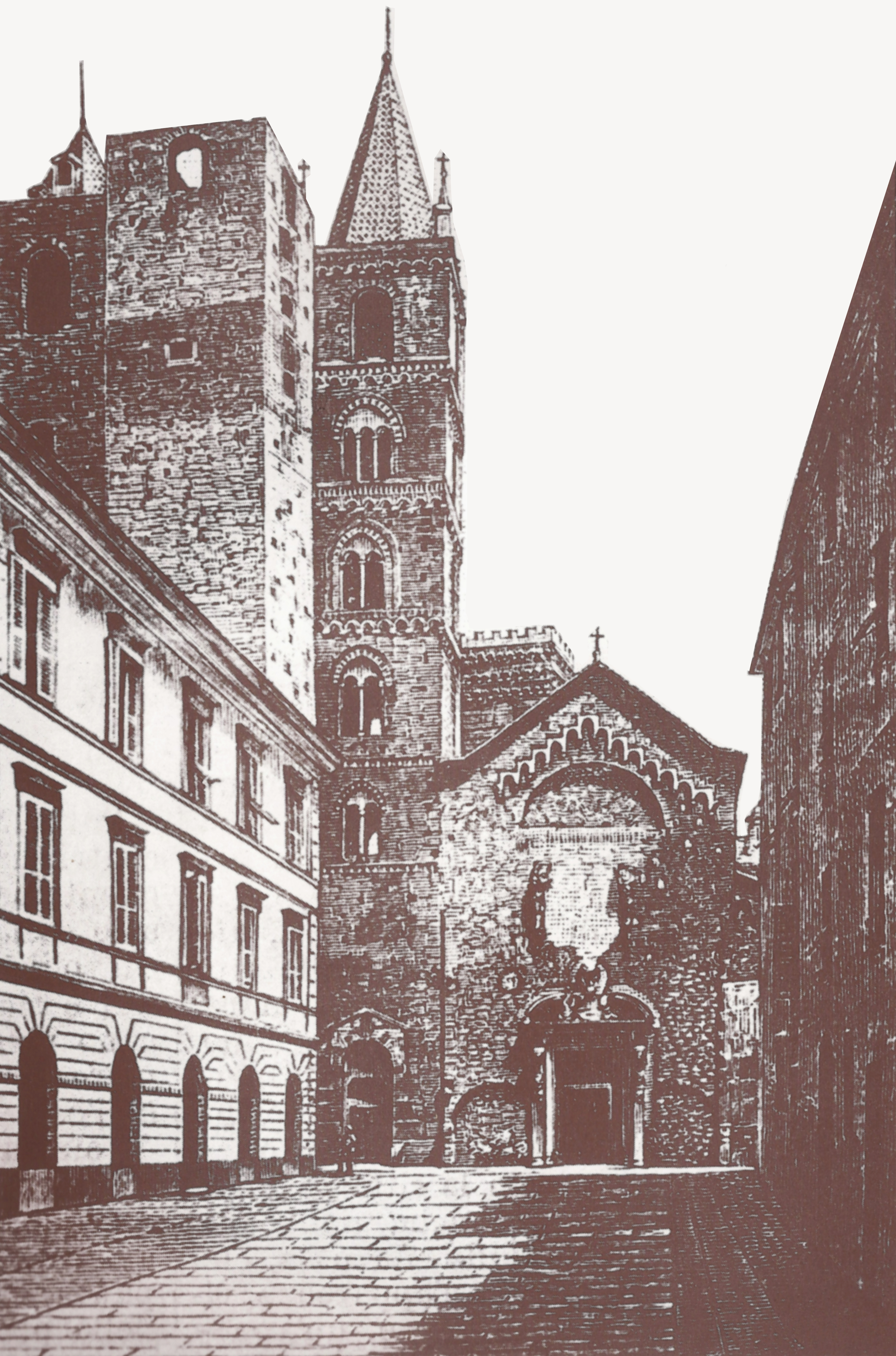
Disegno della cattedrale di fine Ottocento

Situata nel centro storico della città medievale di Albenga, la fondazione del primitivo edificio di culto è risalente alla ricostruzione della città, avvenuta per opera di Costanzo tra la fine del IV secolo e l'inizio del V secolo, al centro della città romana (I secolo a.C.) e sorge sul sito di quella paleocristiana. Con la ricostruzione della città si può presumere che queste aree fossero occupate da altri edifici, ma per creare di Albingaunum una città simbolo del rinnovamento romano, venne costruito il complesso battistero-cattedrale nel cuore della città antica. Difatti il battistero attuale, che viene datato tra l'inizio del V secolo e la fine dello stesso farebbe da base per la realizzazione del primo impianto della cattedrale stessa. Sapendo che il primo vescovo noto, Quintus, scriveva nel 451 al metropolita milanese, è ovvio pensare che questi per essere vescovo dovesse avere anche una cattedrale, che però potrebbe non essere la stessa di oggi, ma trovarsi fuori le mura; Albenga aveva una comunità cristiana assai nota e florida da tempo, fortificatasi dapprima con il martirio di San Calocero e la realizzazione di un complesso minimo sulla sua tomba, e in seguito con la presenza di San Martino di Tours che risiedette sull'isola Gallinara. Pertanto si ha la certezza di una viva, attiva e anche potente comunità cristiana, che aveva sicuramente diversi luoghi di culto nati prima della cristianizzazione totale della comunità fuori dalle mura cittadine, anche se a oggi non esiste nessun ritrovamento archeologico tale da poter confermare tale ipotesi che gli studiosi hanno ormai avanzato da tempo.
Durante gli scavi sono stati rinvenuti nella cattedrale delle epigrafi tombali, la prima di Benedictus, attribuita al V secolo, poi quella del diacono Donatus del 571 o 573, quindi quella di Iustus diaconus, della seconda metà del V secolo. Da qui fino all'anno 1000 non si hanno notizie documentali che riguardano la cattedrale. Nel'VIII e IX secolo vengono realizzati alcuni degli apparati decorativi di cattedrale e battistero che denotano un elevato livello artistico e una raffinata esecuzione, della scuola delle Botteghe delle Alpi Marittime.
Fino all'XI secolo la cattedrale era a una sola navata, con quelle laterali dedicate alle sepolture, con una facciata realizzata in blocchetti di pietra di Pogli e con due finestre a oculo ancora visibili e la presenza di un porticato con i resti addossati a essa, realizzati tra la fine di questo secolo e quello successivo. Una sua riedificazione avvenne intorno al 1100, sui resti dell'antica chiesa paleocristiana, e ancora nella seconda metà del XII secolo.
Mentre il riferimento a San Giovanni riguardava unicamente gli atti di sola partecipazione della diocesi, San Michele assume in questo periodo l'importanza diventando la chiesa di riferimento per tutti gli atti che riguardano la sfera comunale, dove a tutti i principali atti vescovili partecipano i consoli, ma anche con l'estrazione tra i membri dell'élite comunale dei membri del collegio canonicale: il capitolo, oltre a costituire il naturale gruppo dirigente legato al vescovo, è in particolare espressione della società cittadina. Nella sentenza del 1196, in cui sono elencate le maggiori istituzioni ecclesiastiche di Albenga, San Michele è nominata per seconda, è però in San Michele che l'atto viene ratificato in pubblico parlamento, come del resto avviene nel 1199 con la solenne convenzione tra la città di Albenga e quella di Genova. Il parlamento cittadino è in San Michele, e qui vengono redatti molti documenti, assorgendo al ruolo di ecclesia matrix, prima tra le chiese delle diocesi. Nella piazza davanti, con dimensioni simili a quella attuale si svolgeva il mercato cittadino con al piano terreno le botteghe del grano; nell'attuale piazza dei Leoni erano presenti invece i commercianti e gli artigiani di pellami, ma anche del vino e delle spezia. La situazione centrale del ruolo della cattedrale viene sancita negli Statuti del 1288.

### Il primo impianto
Un primo studio sull'antico impianto paleocristiano fu intrapreso tra il 1964 e il 1967, dove si appurò che la struttura fu a pianta basilicale e molto ampia; nello scavo archeologico sono state scoperte le basi di due colonne presso l'altare.
Dopo la conquista del 643 del re longobardo Rotari della Liguria, la cattedrale fu ridotta, sovrapposto al secondo pavimento del VI secolo, è stato realizzato un terzo livello pavimentale solo nella navata centrale, le due navate laterali erano rimaste esterne alla chiesa e servivano come luogo di sepoltura, probabilmente privilegiato. Questo è significativo, in quanto fa capire che la popolazione era più povera e meno numerosa e pertanto non si poteva avere un'aula ampia.
Grazie alla divisione del territorio ligure in marche, che conferì una maggiore importanza ad Albenga e alla sua diocesi, l'impianto fu riedificato nell'XI secolo in forme protoromaniche, a unica navata e con cripta. Le fasi di questa riedificazione sono ancora oggi visibili nella muratura inferiore della facciata.
L'attuale struttura della cattedrale è opera della nuova riedificazione avvenuta alla fine del XII secolo, anche se alcune fonti sposterebbero tale intervento ampliativo nei primi decenni del XIII secolo, che riportò la pianta dell'edificio all'originale (a pianta basilicale), con la sostituzione dei muri longitudinali con nuove colonne con archi a sesto acuto. Della documentazione medievale poco è arrivato ai nostri giorni.
Nel primo Cinquecento il domenicano Giacomo Salomonio fece crescere l'attenzione del ceto colto sull'antichità ingauna, tra questi eminenti ricercatori spiccavano Bernardo Ricci e Nicolò D'Aste; un appunto di frate Giacomo Salomonio segnala le pessime condizioni in cui era la cattedrale. Nuove modifiche alla struttura furono intraprese nel 1582 sotto il vescovo ingauno Luca Fieschi, su sollecito del visitatore apostolico Nicolò Mascardi, per adeguare l'impianto alle nuove disposizioni della controriforma. I lavori consistettero nella sopraelevazione del pavimento di circa 1 metro, per adeguarlo a quello della piazza antistante la chiesa, nel conglobamento delle colonne in pilastri, nella demolizione del tetto in legno con la sostituzione delle coperture con nuove strutture voltate. Si decise di costruire una volta a botte nella navata centrale e delle volte a crociera nelle due navate laterali; furono inoltre aggiunti nuovi punti luce per l'illuminazione della cattedrale e nuovi elementi decorativi, stucchi e sculture, nelle balaustre e negli altari. Vennero costruite delle cupole sui bracci laterali del transetto, si modificarono le finestre; vennero demoliti gli archi acuti della navata centrale sostituendoli con archi policentrici posti più in alto.

### Riedificazione
Verso il XII secolo Albenga ebbe un periodo di egemonia nella riviera, grazie alla grande crescita commerciale e alla sicurezza della protezione con l'Imperatore del Sacro Romano Impero per contrastare Genova. Nacque il capitolo della cattedrale e dopo poco fu fondato il palacium comunis nell'attuale piazza San Michele. Il rapporto tra potere cittadino e vescovile permetteva una crescita della città, per la quale vi era bisogno di un nuovo luogo di incontro, e iniziarono i lavori per la riedificazione della cattedrale. Con l'esclusione della facciata, vennero demolite le strutture protoromaniche, il cui materiale venne però riutilizzato nella nuova fabbrica, che porterà ad avere una struttura basilicale a tre navate in accordo con le proporzioni di età tardoantica, di cui si era conservata la traccia fisica; accanto alla facciata era sorto il campanile che era esterno, ma venne inglobato nella nuova struttura. Sul lato sinistro era presente una parte cimiteriale una cappella esterna alla navata centrale della cattedrale, che venne riunita; resta molto incerta invece la situazione sul lato destro della cattedrale, dove era presente in parte il chiostro che la collegava con Santa Maria in Fontibus, in parte era utilizzata come sepoltura o vi era la presenza di una cappella. Tali modifiche permisero alla struttura di poter ospitare tutto il capitolo, numeroso tra XI e XII secolo.

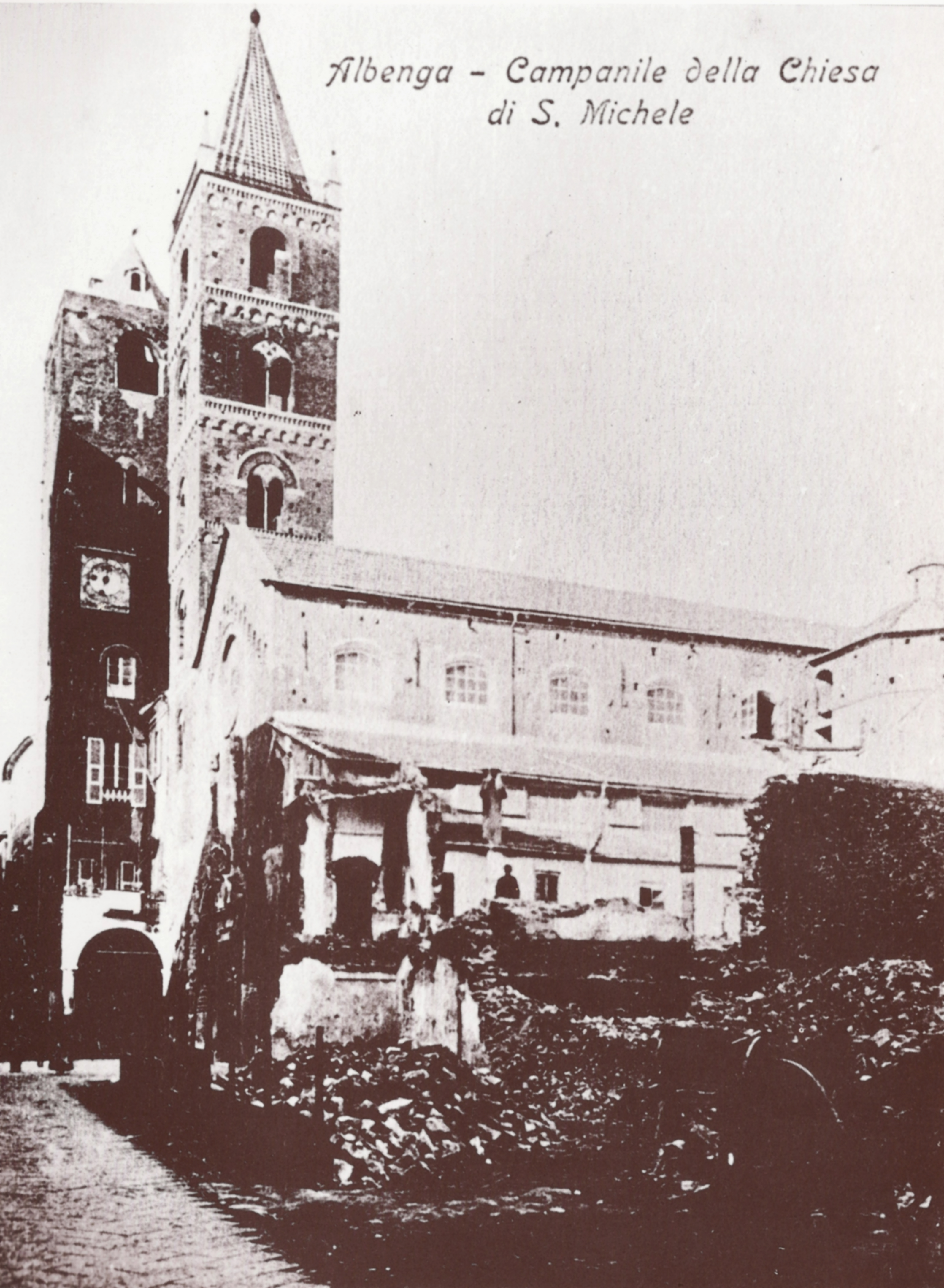
Demolizione del chiostro della cattedrale nel primo Novecento

Il lavoro riportò alla quota originaria l'antico pavimento e risaltò la cripta protoromanica sotterranea che, nella nuova edificazione del XII-XIII secolo, fu colmata. Dei documenti storici di Albenga si hanno notizie certe solo dalla seconda metà del XIII secolo, prima si fa riferimento solo ad atti testamentari, non risulta ad oggi chiaro chi e quando abbia ordinato la nuova edificazione, anche se è noto che venne pagata con i soldi della municipalità. Dagli statuti di Albenga del 1288 e di quelli del 1350, si fa sempre riferimento alla voce di bilancio dell'Opera Sancti Michealis, ma la cifra risulta più o meno sempre la stessa, e comprendeva l'illuminazione e i lavori ordinari; mentre c'è un capitolo importante sulla voce della costruzione delle Villenove. È da presumere che l'edificazione fosse sotto la guida di un magister rationalis, con il compito di supervisionare il cantiere. In realtà, Nino Lamboglia arrivò alla conclusione che tali lavori avvennero nel 1270, in base a un'epigrafe cinquecentesca rinvenuta durante i lavori di restauro e dedicata a un altare di San Verano, della famiglia Cepolla, con la dicitura 1270 Manuel quondam Guglielmi fundavit, Prosperque Petri nobilis familie Cepule redificavit 1583; tuttavia nel 1270 non si rileva dai registri nessun nobile con quel nome, che compare solo nel secolo successivo. È infatti probabile che Prospero Cepolla, nobile del Cinquecento, per poter retrodatare la sua stirpe e poter vantare un'antichità maggiore dei suoi rivali, facesse retrodatare l'epigrafe; tale ipotesi è rafforzata dal fatto che nella seconda metà del XIV secolo vennero fatti importanti lavori di ristrutturazione sugli altari delle famiglie nobili ingaune.

#### Aspetto trecentesco
La prima descrizione dell'interno della chiesa risulta dagli statuti capitolari del 1318, rivisti dal vescovo Federico, nel 1335, dove vengono definite le funzioni, e la presenza degli altari di San Michele Arcangelo, San Giovanni Battista, San Verano, Santa Maria Maddalena, Santo Stefano e Sant'Antonio. Sull'altare maggiore era presente un'icona dedicata al santo protettore, che però risulta deteriorata nel 1367, tanto che il canonico Lorenzo da Chiavari stipula con Francesco da Genova un contratto per la realizzazione di una conea magna. Quest'opera potrebbe essere stato sovvenzionata dal testamento di Emanuele Cipolla, che nel 1345 aveva chiesto di essere sepolto davanti all'altare maggiore e che venisse eseguito per la cattedrale un crocifisso con ai piedi la propria immagine e diverse figure di santi de gesso cum picturis decentibus. Di queste opere non si ha traccia, non sapendo se sono sparite nel corso dei secoli o non siano mai state realizzate. In questa epoca vengono realizzati gli affreschi ancora oggi debolmente visibili attorno all'altar maggiore.
L'altare di San Giovanni Battista si trovava fin dal medioevo nella testata della navata destra; il Santo era il protettore della diocesi, per cui il suo altare doveva essere in una posizione eminente accanto a quello di San Michele. Sull'altare di Santo Stefano nel 1504 il vescovo Leonardo Marchese istituì una cappellania intitolata a Santa Maria e Santo Stefano; questo santo era molto venerato ad Albenga, tanto che la sua iscrizione la si trova nel mosaico del battistero.
San Verano era molto venerato ad Albenga, tanto che il capitolo commise al notaio Bernabò Pognana la stesura di una Vita sancti Verani; il patronato della cappella era del facoltoso cittadino Giacomo Bausanus, che il 18 maggio del 1442 lega una somma per il suo restauro e una somma per il mantenimento annuale, i lavori iniziarono nel 1460 per volontà del vescovo Napoleone Fieschi.

### La nuova torre campanaria
Solo nel trecento ebbero avvio ampi lavori di rifacimento ben documentati della torre campanaria, che venne pagata con i fondi cittadini, e lo stesso municipio scelse Serafino Mignano, canonico della cattedrale, come responsabile dei lavori; tale scelte non venne fatta perché il canonico era parte dell'élite governativa di San Michele Arcangelo, ma in qualità di esperto costruttore, tanto che la municipalità di Albenga gli affidò anche altri interventi, affiancato dal cittadino Antonio Campeggi.
L'origine del primo campanile è ignota, anche se la muratura è uguale a quella interna di epoca protoromanica. Il primo documento che attesta la presenza del campanile sono gli Statuti del 1288. La parte inferiore del campanile, sorto esterno alla cattedrale nella fase protoromanica limitata alla sola navata centrale, fu conglobata nella chiesa in occasione del suo ritorno all'antica pianta a tre navate effettuato in età romanico-gotica; ciò risulta ottenuto mediante l'apertura di due grandi archi, che hanno permesso il collegamento della base del campanile come la navata maggiore e la navata sinistra. La struttura dell'antica torre probabilmente aveva dei problemi, come si vede dal testo del capitolo statutario, dove si dice chiaramente che i primi soldi dovevano essere spesi per il campanile. Verso la fine del trecento le condizioni erano tanto critiche che si decise la demolizione della torre e la sua ricostruzione. Le fasi di ricostruzione vennero analizzate da Nino Lamboglia grazie ai registri comunali conservati. Nel dicembre del 1388 il comune stabilisce che si ricerchino tutti i legati precedenti e le possibili risorse economiche da devolvere all'opera del campanile. Nel luglio del 1389 fu avviata l'opera di demolizione da parte del mastro Antonio de Francia: la demolizione ebbe inizio da una guglia. Poi i lavori si fermarono, ma nel 1392 si ebbe probabilmente un crollo improvviso e il 12 giugno il consiglio annunciò che il campanile era distrutto e diroccato. Vennero nominati il prete Serafino Mignano e Antonio Campeggi. Le delibere successive furono un susseguirsi di provvedimenti riguardanti l'opera: vennero aumentate le tasse e fu chiesto ai notai di richiedere un legato nei testamenti destinati al campanile. I lavori procedettero fino all'estate del 1393, ma i problemi economici rallentarono le attività, tanto che i lavori finiranno nel 1398, quando con gli ultimi fondi si realizzò una balconata e un solaio, verosimilmente dell'ultimo piano della torre.
Dai libri contabili si evince che tutti i cittadini contribuirono alla realizzazione della nuova torre, o con la libera volontà di lasciare dei propri fondi, o pagando imposte e multe. Dei due massari non si capisce chiaramente il titolo, anche se sembra che Mignano fosse architetto e impresario. I costruttori furono i due fratelli Tomaso e Oberto Caressia, di origine ingauna e presenti in tutti i lavori comunali eseguiti alla fine del trecento, che chiesero un aumento dei salari previsti dagli statuti, vista la difficoltà dell'opera. Lo studio non riesce ad attribuire la progettazione a una sola figura, tant'è che è probabile che gli attori principali delineassero le linee guida e poi i costruttori si applicassero con la propria esperienza. Il taglio dei mattoni delle arcate fu realizzato da Tomaso, che tuttavia risulta defunto il 18 dicembre 1392: infatti il pagamento fu riscosso dal fratello che poi terminò l'opera. Vi era la presenza di Giacomo di Como, che non sembra avere il riconoscimento per il suo lavoro, come Antonio da Gaeta. Alla fine furono pagate 290 giornate ai magistri: ai Caressia venne data quasi la metà della somma; la singola giornata al maestro veniva pagata 9 soldi, mentre ai matayrorio – erano quelli che impastavano la calce – venivano pagati 5 soldi a giornata. A 102 giornate di maestri muratori corrispondono 249 giornate da manovale. Gli uomini impiegati erano in parte di Albenga, della Valle Arroscia, di Voltri e Val Polcevera, di Nizza e dell'Alta Val Tanaro.
I materiali impiegati ammontarono a 24500 mattoni e 27 moggi di calce (un moggio corrisponde a 16 cantara che sono 150 libre l'una). I materiali erano locali, con i fornaciai – Guglielmo Trucco e Giovanni Enrico delle fornaci di Bastia –che fornivano mattoni e calce. Le pietre furono poco utilizzate e provenivano da capo Mele per la risistemazione della vecchia base. Vennero utilizzate anche pietre provenienti dal Centa utilizzate per la murature a sacco. I legnami ricoprivano una notevole importanza, anche per la realizzazione dei ponteggi e delle seste, sono documentate tre trabes provenienti da Savona via nave, e altro legname proveniente da Finale Ligure, i canterii che erano di albara o di pioppo, mentre le tavole di faggio, pioppo, abete e castano che provenivano dai maestri d'ascia della valle Arroscia; le unità di misura di questo tipo di legname erano la canela ossia la dozzina. Tra le forniture vi erano i contenitori, cioè i bogliorii, segloni, concha de mata, barillarius e coffe; quindi venivano annotati i mazzi di corde, i canapi, una tenaglia e un grosso badile e due seghe, pochi utensili perché ogni maestro utilizzava i propri attrezzi. Si trovano nei registri la fornilia acquistata a fasci che era ramaglia per accendere il fuoco, i tortorerii che era cordame e un guindacium cioè un verricello.
Tra i materiali più particolari ci sono sette coroneli, le colonnine con il loro capitello, giunte via nave in diverse riprese, posizionate sulla torre probabilmente a integrazione di quelle che erano già presenti nel vecchio campanile. Il vino era acquistato in grande quantità, perché oltre al vitto si concedeva anche come parte integrante del compenso. Si sono consumate 380 pinte di vino per 351 giornate lavorative, circa una pinta per ogni giornata di lavoro. Il vino veniva misurato con lo 'scandalleum, suddiviso in pinte.
Dall'analisi definitiva un costo importante lo aveva la manodopera, tuttavia non avendo altri documenti come quelli di Albenga in tutta la Liguria, è difficile fare paragoni. I lavori furono importanti e l'aspetto che aveva la fabbrica finita è rimasto sostanzialmente intatto fino ai giorni nostri. Resta esclusa dalla documentazione la guglia, che potrebbe essere stata costruita nei primi del Quattrocento. Nel Seicento un fulmine danneggiò il campanile in maniera poco significativa, ma venne ripristinato, mentre il sistema delle campane venne risistemato nel 1785,terminando nel 1790 con la rifusione della campana maggiore e la realizzazione di lavori murari legati alla cella campanaria e alla volta sottostante. Il 5 giugno 1882 un fulmine si abbatté sul campanile e nel 1888 si rinnovò la piramide con piastrelle bianche, rosse e verdi imitanti la dimensioni e colori di quelli precedenti. Le piastrelle vennero prodotte a Milano dai Richard con materiali provenienti dall'Inghilterra.

### Il nuovo coro
Terminato il campanile si iniziò a lavorare sul nuovo coro, con impulso da parte del municipio, poiché si riteneva la chiesa estremamente degradata. Il 13 aprile 1399 fu portato per la prima volta in consiglio comunale il problema della cattedrale, a già a fine di maggio lo stesso organismo nominò due massari, che assieme a quelli della cattedrale, potessero recuperare i crediti del capitolo stesso per riparare la chiesa. Non si conosce la volontà espressa in questi anni da parte del vescovo, ma è rilevante il fatto che Gilberto Fieschi che ricoprì la carica dal 1380 al 1419 governasse solo tramite vicari, lasciando il capitolo della Cattedrale a confrontarsi liberamente con il comune. Sopra il coro venne rifatta una parte di tetto, con il comune che concesse un salvacondotto per acquisire dalla Riviera di Levante degli abayni (tegole di ardesia tipiche genovese). Avvennero anche altre trasformazioni, tanto che la cattedrale vendette al comune una colonna e del legname per la costruzione della loggia nel 1404. Tali lavori procedettero per diversi anni, tanto che nel 1420 papa Martino V concesse al vescovo Antonio Da Ponte, la possibilità di vendere indulgenze durante le festività per riuscire a portare a termine la fabbrica.
Dalla contabilità comunale risulta che dalle imposte del 1479 era stata prevista di investire la somma importante di 500 lire al massaro della Cattedrale Francesco Marchese se il capitolo avesse raddoppiato la somma investita nella cattedrale, tranne il caso che il municipio avesse potuto ritirare tale somma in caso di necessità, cosa che avvenne nel 1481 quando vennero edificate opere di difesa. Nel 1483 venne destinata la somma di 160 lire e 18 soldi pro fabrica ecclesie Sancti Michealis. C'era bisogno di rifare la sacrestia, dove l'umidità non permetteva il mantenimento degli arredi e dei vestiti, ma il Comune non era d'accordo, anche se nel 1489 destinò 20 fiorini per fare il progetto. Nel 1491 e nel 1499 se ne ridiscusse, ma senza successo. In realtà dal Liber Massarie si sa che il comune destinava fondi modesti, con i quali furono rifatti la porta di San Verano e il borchono magno cioè la finestra tra le due lesene in facciata, oggi murata, per cui nel 1509 vennero rifatti i vetri e la rete, assieme a due finestre del Sancta Sanctorum ad opera del frate Battista benedettino magister vitreorum; fu rifatto anche il portale della facciata. Solo nel secondo decennio del Cinquecento fu restaurata la sacrestia, esattamente il 30 gennaio 1513 il conto del capitolo prevede pro fabrica sacristie magne et parve et camararum dicti capituli. Il comune contribuì con la somma di 500 lire, con la clausola che nella nuova costruzione fosse innalzato lo stemma del comune. Nei restauri avvenuti nel 1989 che la riportarono allo stato originale, comparvero sulla sommità due chiavi di volta in ardesia, uno con lo stemma del vescovo Marchese e l'altro con quello del comune.
Nel portico della cattedrale erano presenti numerose tombe, così come tra la cattedrale e il battistero e dietro l'altare maggiore, dove è stato identificato il cimiterium puerorum o paraize (paradiso). Nella documentazione si parla anche della pigna, anche se non si sa esattamente dove e cosa fosse. Con Napoleone Fieschi si ebbe la realizzazione di un nuovo altare dedicato a Sant'Ampelio e la traslazione delle reliquie di San Verano avvenute nel 1460. La famiglia ingauna dei Cepolla si inseriva in questo nuovo fervore per il culto di San Verano, e istituì una nuova cappellania con il contributo anche del Comune per 80 lire nel 1488 in laborerio troinarum Sancti Verani: la forma era come un avancorpo all'interno della navata laterale.
All'epoca la città era divisa in corporazioni di arti e mestieri, le caritates, in cui lo scopo principale era di fornire reciproca assistenza. Ognuna di queste corporazioni aveva un altare di riferimento in cattedrale: i notai erano devoti a San Marco, i mercanti alla Trinità, gli orefici e fabbri ai Santi Eligio e Ampelio, osti e fornai a Sant'Antonio, mentre calzolai e conciatori ai Santi Crispino e Crispiniano. In quest'epoca il grande organo ebbe bisogno di un sostegno per evitarne il crollo e nel 1549 il capitolo acquistò una colonna che un secolo dopo venne demolita. Grazie alle molte testimonianze documentali, è nota la presenza di numerosi altari disseminati nelle ali laterali, ma che non uscivano da questi, alcuni avevano dei cancelli e una parte di strutture esterne rialzate o con colonnati e timpani, erano presenti dipinti e polittici, anche se non si trovano tracce di affreschi, anche se questi sono presenti dietro l'altare maggiore e sono databili a quest'epoca; erano presenti diverse tombe vicino agli altari di riferimento, vicino all'altare maggiore, come in mezzo alla chiesa o vicino al coro. Solo con il rifacimento successivo, ad opera del vescovo Luca Fieschi, gran parte di queste letture artistiche si sono perse.

### Il rifacimento cinquecentesco
Nella metà del millecinquecento le strutture sono in cattive condizioni, si era dovuto intervenire nel 1549 sull'organo e vent'anni dopo si segnalavano pesanti problemi alla cappella di San Verano, tanto che nel 1566 il capitolo chiese al Comune dei fondi e Giacomo Salomonio annota che le volte erano molto rovinate tanto che vennero tolte le spoglie di San Verano e poste in sacrestia, probabilmente danneggiate anche dall'alluvione del Centa di quell'anno. I lavori iniziarono sotto Carlo Cicada, colui che aprì anche il seminario ingauno e terminarono sotto Luca Fieschi nel 1583, come riportato anche sulle iscrizioni in pietra del Finale. L'intervento era ispirato a dare senza dubbio un aspetto migliore, ma anche ad aggiornare la chiesa alle norme conciliari. L'8 gennaio 1569 si radunava in comune un numero cospicuo di requixiti, cioè il consiglio comunale allargato per questioni di notevole importanza, che doveva decidere se il comune fosse tenuto a fare queste riparazioni; il risultato fu negativo, tant'è che il Vescovo scrisse anche alla Santa Sede, chiedendo di supplicare il comune a intervenire, ma per oltre un decennio non accadde nulla. Il comune e il districtus di Albenga si trovavano ormai da tempo in enorme difficoltà, con la perdita del porto e il nuovo fiume Centa che ogni anno creava danni e per i quali il comune correva ai ripari con pochi risultati, e mettersi nell'ammodernamento della cattedrale aveva senza dubbio un impatto economico proibitivo per le casse comunali. La parte sinistra dell'ala nel 1573 rischiava ormai di crollare, e anche se al di sotto si trovavano sepolture e altari di famiglie importanti, queste non si volevano accollare l'onere, fino al 1575 quando venne ceduta alla famiglia Costa che si impegna alla ricostruzione tra il 1582 e 1585. Il nuovo vescovo Luca Fieschi fu eletto ad Albenga il 28 marzo 1582: l'amministrazione comunale gli scrisse subito per complimentarsi, dicendogli che troverà i danari per completare il rifacimento. Il 1º dicembre 1582 iniziarono i lavori che furono ben descritti nel libro dei matrimoni della parrocchia di San Michele ad opera dell'arciprete della cattedrale. Nel 1584 la chiesa era già agibile, tanto che ospitò la cerimonia di insediamento del nuovo podestà Tommaso Spinola, con il Consiglio Comunale che si occupò di rifare i banchi per le autorità. Dalle note economiche si evince che il vescovo Fieschi con il proprio patrimonio personale più volte aiutò la fabbrica e acquistò anche parte degli arredi. Si possiede una descrizione significativa della chiesa, poiché nel 1585 monsignor Niccolò Mascardi fece una visita alla diocesi e annotò molti particolari: la condizione del monumento era ancora imperfetta, la facciata aveva due porte, una maggiore in centro e una minore sulla navata destra, il campanile risultava non avere la porta che venne aperta solo successivamente poiché era obbligo la simmetria delle tre porte d'accesso, in facciata erano presenti due finestre, una a semicerchio (che venne chiuso poi nell'Ottocento) e una oblunga posta sulla navata destra, la chiesa aveva altre due porte, quella ad ovest di San Verano, e una a est, dove si passava attraverso un porticato scuro e con il selciato rovinato; accanto a questa porta c'era l'altare del Santo Sepolcro che era esterno alla chiesa, prospiciente il cimitero che viene descritto come fatiscente. Le finestre esterne erano di grande apertura e l'abside aveva cinque finestre superiori quadrate e tre inferiori oblunghe. Sono presenti due sacrestie, una usata per i giorni feriali e l'altra per i giorni festivi, e in quella maggiore era conservato l'archivio comunale. Il tetto era in trave di legno e la volta era presente solo sull'abside, con un pavimento in calce, mentre nella zona absidale era in laterizio, con la presenza di 14 sepolcri all'interno della chiesa. La cattedra del vescovo era posta a sinistra dell'altare, mentre a destra era presente la panca destinata agli amministratori cittadini.
Tra gli arredi conservati è presente la custodia, il tabernacolo dell'altar maggiore: il Concilio Tridentino aveva stabilito norme e precisi indirizzi di modelli per molte suppellettili sacre e in particolare proprio per il tabernacolo; questo era stato fatto costruire a partire dal luglio 1582 ad opera dei massari della Compagnia del Santissimo Sacramento e il registro di contabilità della compagnia dà notizia che come intagliatore fu prescelto genovese Domenico Liberante e come indoratore Battista Brignole. Il massaro che eseguì l'ordine era l'abate Alessandro Costa, raffinato conoscitore artistico. Tuttavia il tabernacolo non rispondeva appieno ai dettami conciliari e il vescovo minacciò di rimuoverlo, con una discussione che andò anche in Consiglio Comunale, ma alla fine rimase e venne abbellito da due ulteriori angeli nel 1590 commessi da Prospero Cepolla e Pietro Adorno. Si sa che fino al 1697 il tabernacolo era presente: ne venne realizzato uno nuovo 2 anni dopo, probabilmente un ostensorio eseguito a Genova dagli orafi Camillo De Ferrari e Sebastiano dall'Isola.
Si sa della descrizione di fine Cinquecento della presenza del nuovo altare dedicato a San Riccardo, costruito a spese del vescovo Luca Fieschi, là dov'era presente l'antico altare di Santo Stefano. Risultava già realizzata la cupola ottagonale, anche se era da finire, l'altare non era tuttavia rispondente ai canoni conciliari. Nella testata di sinistra, le strutture murarie della cappella di San Verano erano state ricostruite tra il 1582 e il 1583. Si procedette alla demolizione delle strutture precedenti: per sbatter a terra la volta o sia cubba della capella vecchio col muro di sopra... e più... per sbatter l'arco, colonne ed fenestra, con la ricostruzione affidata al savonese Nicolò Gamba.
La cappella di Sant'Antonio venne spostata dalla navata destra alla controfacciata, nella posizione contigua al campanile che in precedenza spettava all'altare dell'Annunciazione. Venne costruito un nuovo altare dedicato a Santa Maria Maddalena, con il giuspatronato dei Lamberti, mentre un altare dedicato ai Tre Magi avrà vita breve; quest'epoca è segnata dalla gara tra le famiglie ingaune a chi rendesse migliore la propria cappella di famiglia.
In seguito alla visita monsignor Mascardi elencò prescrizioni di tipo liturgico e interventi alle strutture ritenuti essenziali: l'imbiancatura della facciata, dove si deve dipingere l'immagine di San Michele, oltre l'apertura per simmetria della porta sotto il campanile, la recinzione del presbiterio, la chiusura delle finestre con le inferriate, la costruzione di un pulpito e la sistemazione di un organo, in ottemperanza alle prescrizioni tridentine.
Nel 1586 fu terminata la sistemazione dell'organo. Si riorganizzò la zona del coro con il ripristino degli stalli: fu rialzata con scalini in pietra nera a spese del vescovo nel settembre del 1587. Alla solenne processione di consacrazione dell'altar maggior seguì quella per la consacrazione della cappella di San Riccardo. I lavori furono completati nel 1589, con l'aggiunta del baldacchino sopra la cattedra vescovile e gli angeli sul tabernacolo negli ultimi anni Novanta. L'anno successivo il vescovo chiese ai patroni delle cappelle di concorrere a realizzare la volta della cattedrale, che era ancora in assi di legno, realizzata nel 1596 in caniccio e imbiancata, a seguito dell'esecuzione delle vetrate del coro fatte fare dal comune nel 1593 con lo stemma della municipalità sulle vetrate delle stesse. Venne eseguita in questi anni un'intonacatura parziale dalla facciata, dove doveva essere presente anche l'immagine di San Michele, di cui però non c'è traccia, con vicini gli stemmi del vescovo e del comune, che apparivano anche sulla facciata della cattedrale in marmo. Dal resoconto del 13 giugno 1592 fatto da Gerolamo de Puteo, canonico di Santa Maria in Fontibus, risulta che la cattedrale rischiava il crollo, ma grazie al lavoro dei vescovi era stata honorificentissime restaurata. Dalla visita a Roma del canonico di San Maurizio, Francesco Bruno, risulta che nel 1594 era stata realizzata la volta, il pavimento del coro era in lastre ottagonali di ardesia e quadretti di marmo, vetrate e inferriate erano state poste alle finestre.
Il grande lavoro realizzato dal Vescovo Fieschi venne onorato con la sua sepoltura nella cappella di San Riccardo e con la realizzazione di un'epigrafe conservata attualmente in sacrestia, che recita:

### Dal 1600 al 1900
Nel secondo decennio del Seicento fu realizzato un nuovo organo posizionato sopra la cattedra vescovile. Il vescovo Landinelli nel 1624 rinunciò al vescovato dopo una lunga assenza dalla diocesi, e venne eletto Pier Francesco Costa, un albenganese dopo centocinquant'anni da Leonardo Marchese. Vescovo di azione rivolta a tutta la diocesi, con la stesura del Sacro, e Vago Giardininello, oltre che appassionato di storia, a lui si deve una parte dell'edificazione di Villa Costa a Piambellino. Visto che la cattedrale era edificata si dedicò agli interni con la realizzazione di due nuovi altari e un altar maggiore, consacrati il 5 novembre 1642, ma di cui oggi non si conosce l'aspetto, con la rivisitazione della cappella dedicata a San Riccardo con nuovi marmi e colonne, e le due cappelle dedicata allo Spirito Santo e a San Filippo Neri. Comune e privati contribuirono all'acquisizione del portale di marmo che si protrae dal 1669 al 1671. Qualche anno dopo furono rifatti i pavimenti delle sacrestie in ardesia e quadretti di marmo bianco.
Nel 1691 fu eletto vescovo Giorgio Spinola, che realizzò interventi sulla navata centrale verso fine Seicento. Dal 1700 al 1703 si provvide allo spostamento dell'organo e della sua cassa monumentale dal Sancta Sanctorunm alla controfacciata, con il tamponamento del lunettone: questo aspetto risulta essere lo stesso per i secoli successivi, come appare dai dipinti ottocenteschi. Dov'è posto l'organo era presente un quadro grande trasportato nella chiesa di San Lorenzo, furono inseriti due importanti modiglioni in marmo, cioè due grandi mensole che ancora oggi sorreggono l'organo e cantoria, provenienti via mare da Finale Ligure e trasportati dall'approdo della città sul mare alla cattedrale.
L'abside lasciata orfana dell'organo subì allora un nuovo monumentale intervento: furono chiuse le tracce delle vecchie murature, rifatti i capitelli, rintonacate le murature, rimosso il tabernacolo ligneo e al centro del Sancta Sanctorum trovò posto nel 1704 la costruzione marmorea del nuovo altar maggiore, sopra cui viene posto il grande crocifisso ligneo giunto da Firenze e donato da Pier Giovanni Lamberti e accettato con delibera del 28 aprile 1706. Fu rinforzata o rifatta parte della volta centrale che fu demolita nel 1706 e rifatta nel 1708, impegnando finanze della Curia e del Comune. Negli anni settanta furono fatti altri lavori, come il tetto del chiostro addossato alla navata destra e parte dell'interno con il rifacimento dei capitelli e l'abbellimento dei pilastri e delle pareti.
L'avvento della Repubblica Ligure nel 1797 portò alla parziale devastazione della cattedrale: vennero bruciati o ridotti a pezzi la cattedra e il coro, la tomba di Leonardo Marchese fu profanata. Nei primi anni dell'Ottocento venne ampliata l'orchestra; la cattedra e coro vennero rifatti nel 1802 e 1804. Nel 1805 partì l'iniziativa per realizzare in marmo tutta la pavimentazione della cattedrale, ad opera del marmoraro genovese Giovanni Barabino; la tomba di Leonardo Marchese venne occultata, con la realizzazione in tutta la chiesa di un alto zoccolo in marmo grigio e rifatta con la stessa pietra la cappella già dedicata allo Spirito Santo, poi a San Riccardo, a San Filippo Neri e successivamente dedicata alla Madonna del Rosario. Venne rimossa anche l'iscrizione sepolcrale dedicata a Tommaso Doria e trasportata nel 1806 nel palazzo comunale.

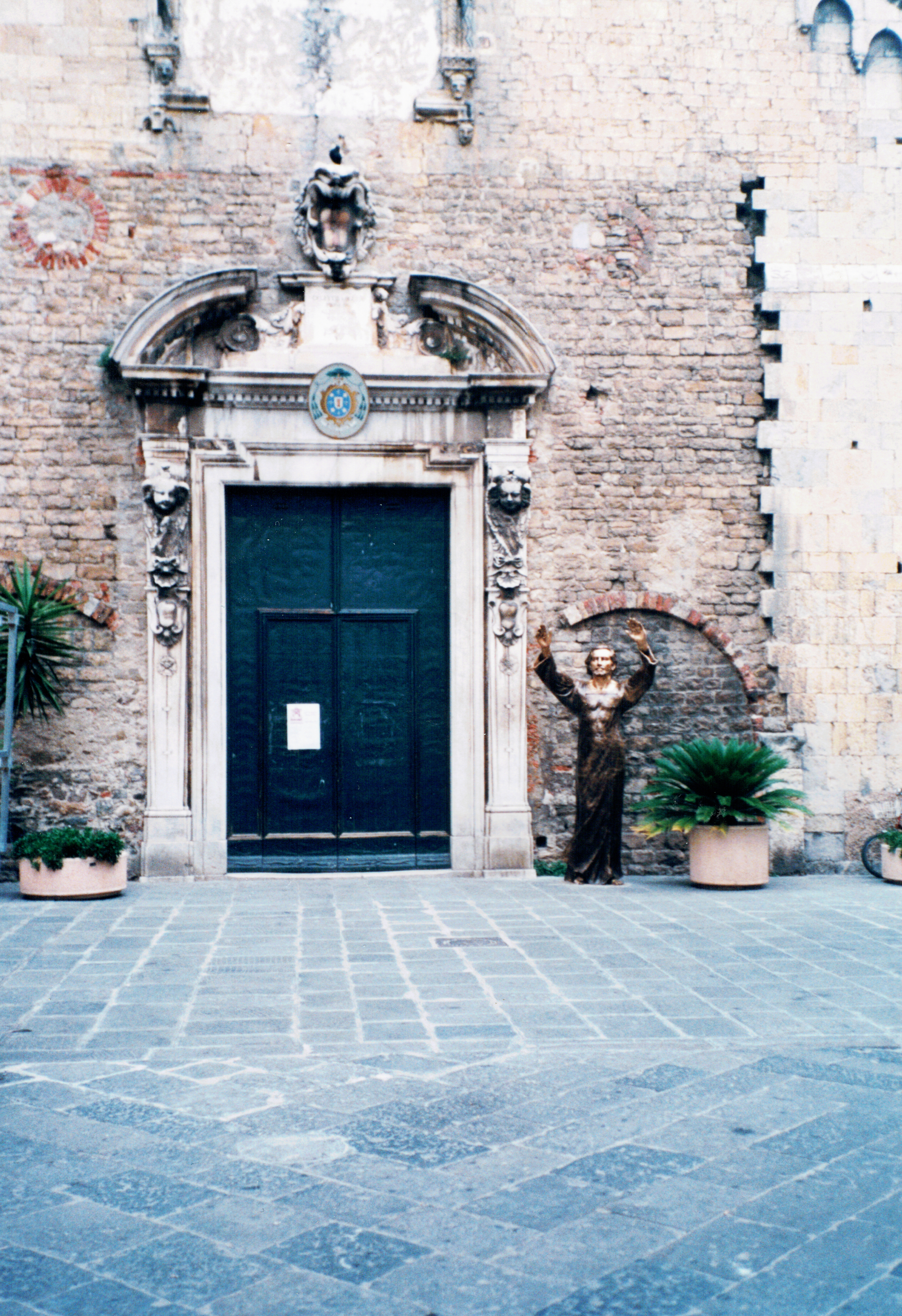
Cristo Redentore o degli abissi, esposto nel 1998 esternamente alla Cattedrale, prima che venisse affondato vicino all'Isola Gallinara

Nel 1813 furono fatte le decorazioni sulla parte absidale ad opera di Maurizio Carrega e della volta ad opera di Giuseppe Crosonino. Per diversi decenni la cattedrale non subì importanti interventi, e il suo aspetto doveva apparire sobrio, composto da un ambiente intonacato e chiaro, reso vivo dal grande affresco absidali e dagli altari marmorei.
Una sistemazione strutturale venne realizzata per il corridoio e le sacrestie, furono anche installati due grandi altari marmorei provenienti dal convento di San Bernardino, che era di proprietà comunale, e delle sculture del Convento di San Francesco da Paola.
Il 5 giugno 1882 un fulmine colpì la guglia della torre, provocando la caduta di materiale sul tetto della cattedrale e del palazzo della prefettura, rovinando così il tetto che fu rifatto. Il 23 febbraio 1887 il grande terremoto provocò molti danni alle strutture cittadine. Fu chiuso il lunettone cinquecentesco in facciata con la realizzazione di uno nuovo a rosa; fu invece ostacolata la demolizione del portale seicentesco con la sostituzione di quello che è in Santa Maria in Fontibus. All'interno si decise di sfasciare le colonne fino alla nuda pietra con la ricostruzione dei pilastri in mattoni e cemento idrofugo da ponti per eliminare l'umidità di risalita, cosa che avviene anche sulle facciate laterali. Vennero quindi realizzati importanti interventi pittorici e installata una nuova ringhiera in ferro sul coro. La chiesa venne solennemente riaperta il 29 settembre 1892 con i festeggiamenti in onore del santo patrono.

### I lavori di restauro e consolidamento
I restauri degli interni iniziarono nel 1937, mentre già nel 1946 Nino Lamboglia proponeva un recupero su proposte già fatte sulla fine del XIX secolo. Nell'estate del 1964, su impulso del vescovo emiliano Gilberto Baroni si iniziò uno studio completo per il recupero dei canoni medievali della struttura, progettati dall'ingegnere De Maestri, che curò anche la parte statica e la direzione dei lavori, sotto il severo controllo della soprintendenza di Genova, con la consulenza architettonica di Morozzo della Rocca e la parte storico-archeologica dello stesso Nino Lamboglia; venne appaltata alla locale azienda Formento di Finale Ligure, che negli anni 1965-1967 eseguì i lavori, anche con il successore apostolico alla guida della diocesi di Albenga Alessandro Piazza, con la supervisione dei lavori da parte della Soprintendenza Ligure e dell'Istituto internazionale di studi liguri. Tuttavia il recupero dello stile medievale del XIII secolo ha creato solo una copia della struttura come si doveva porre al visitatore medievale, sono state eseguite troppe integrazioni, e in questo intervento si sono persi per sempre tutte le opere realizzate nel XVI secolo. Tuttavia la perizia con la quale sono stati eseguiti i lavori, e le capacità di ricreare perfettamente gli stili medievali hanno dato origine a una struttura sicuramente simile all'originaria.
Sulla base di saggi ed ipotesi, sono state accertate le strutture medievali e la loro configurazione. Venne deciso di intervenire per recuperare ed integrare le strutture medievali, ma nello stesso tempo consolidare la struttura, che aveva subito, a causa del tempo e dei terremoti, alcuni dissesti. Quando nel XVI secolo si erano realizzati gli archi policentrici, era stato tagliato la parte di muro sopra gli originali archi ogivali, quindi erano state raddrizzate le colonne, asportando del materiale senza che venisse fatta nessuna opera di rinforzo. Le pietre a cuneo che erano state inserite sotto gli archi ogivali si sono trovate a non avere più la funzione strutturale per la quale erano state pensate, cioè contrastare la spinta degli archi permettendo una migliore distribuzione dei carichi sulla colonna, i cunei si sono trovati ad esercitare una funzione di divaricamento della muratura e di schiacciamento delle sezioni ridotte sottostanti delle colonne. Queste ipotesi sono state accertate dai saggi fatti sulla struttura, che tuttavia ha retto perfettamente a questa mancanza strutturale, perché la pietra a spacco esterna ha solamente in parte una funzione portante, che è lasciata ad una muratura in mattoni interni, realizzati con una buona tecnica e con buoni materiali, che è riuscita a sopportare le azioni. Dopo che è stato tutto messo in sicurezza, con opere di consolidamento temporanee, sono stati rifatti gli antichi archi acuti, con un'anima in cemento armato, sulla base delle indicazioni geometriche della muratura dei piedritti. Si scavò fino al raggiungimento della quota del pavimento medievale e recuperando lo spazio di una cripta romanica sotto il presbiterio. Vennero realizzati dei collegamenti tra le pareti originali e il calcestruzzo sopra gli archi, tramite l'inserimento di tondini di acciaio posti a 45º. Fu interessante il getto del calcestruzzo nelle casseformi degli archi, poiché esisteva il pericolo che il materiale, ancora allo stato liquido, potesse esercitare spinte eccessive che la muratura non era in grado di reggere, inoltre vennero ridotte al minimo gli effetti di ritiro del calcestruzzo.

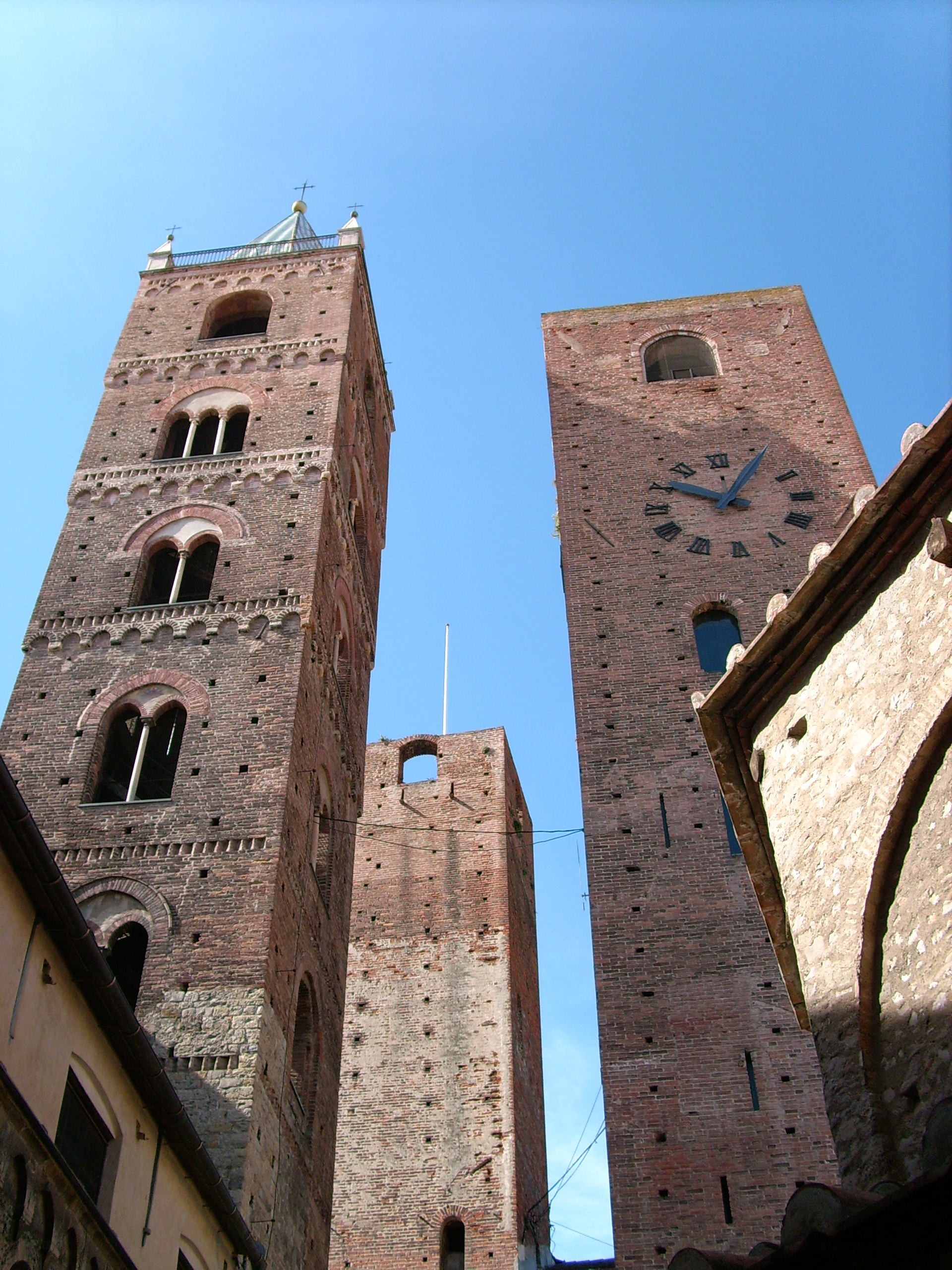
Sulla sinistra il campanile della cattedrale

Per realizzare il pavimento nelle navate laterali, si realizzarono dei blocchi in normale cemento non armato, in zone senza valore storico, sopra i quali venne appoggiato un solaio prefabbricato, in maniera da non intaccare l'originale pavimento paleocristiano. Mentre nella navata centrale il problema da risolvere era realizzare una struttura che nello stesso tempo potesse permettere di visitare i resti paleocristiani sottostanti: venne realizzato un solaio che si appoggiava solamente sui tratti di murature libere, e sulla base delle colonne. Fu eseguito un solaio in cemento armato precompresso, ordito in maniera perpendicolare all'asse della cattedrale, per evitare di creare situazioni di possibile danneggiamento agli originali plinti di pietra squadrata. Anche in questo caso le zone di appoggio interessate furono quelle senza importanza storica o archeologica, in alcuni casi si riuscì addirittura ad arrivare al terreno naturale. I pilastri vennero realizzati a forma di croce con le braccia inversamente rastremate, in maniera da ottenere una luce maggiore nelle zone basse, intaccando meno i resti paleocristiani, mentre la distanza minore dovuta alla rastremazione permise di realizzare dei solai più sottili e leggeri. Questo solaio con cassettoni romboidali, venne concepito per avere una minore area di appoggio sulle murature dell'abside più antica, in maniera che si avesse una migliore ridistribuzione dei carichi ed una rigidità di forma più sensibile.
Nell'analisi statica della torre campanaria, basata su una più antica torre romanica rifatta nel 1392 inclusa nella fabbrica del XIII secolo, si evinse che la struttura era sostanzialmente sana malgrado l'eterogeneità dei materiali, ed anche le fondazioni non avevano molti problemi, tuttavia l'analisi fessurativa aveva evidenziato che alla quota di 18 metri dal livello di calpestio della piazza si erano create delle lesioni dovute alla spinta orizzontale della cuspide e all'azione dinamica e vibrante delle campane. Si erano creati delle lesioni per il discostarsi delle pareti con la tendenza ad aprirsi verso l'esterno. Per rimediare a queste lesioni si realizzarono dei cordoli in cemento armato con la funzione di cerchiatura.

#### Considerazioni
L'uso del cemento armato in un'operazione di restauro delicata, nel riportare agli occhi del visitatore l'immagine di come si presentava la struttura nel XIII secolo, ha rappresentato un'innovazione nel mondo della conservazione e del restauro. Snaturare gli elementi strutturali con l'impiego di tecnologie contemporanee è stato un giusto compromesso con l'impatto che altre tecniche avrebbero avuto, sono state operazioni che hanno consentito l'inserimento di diversi elementi nuovi, tuttavia con un carattere di essenzialità, inoltre il risanamento statico delle opere è stato sicuramente opportuno ed efficiente.

## Struttura

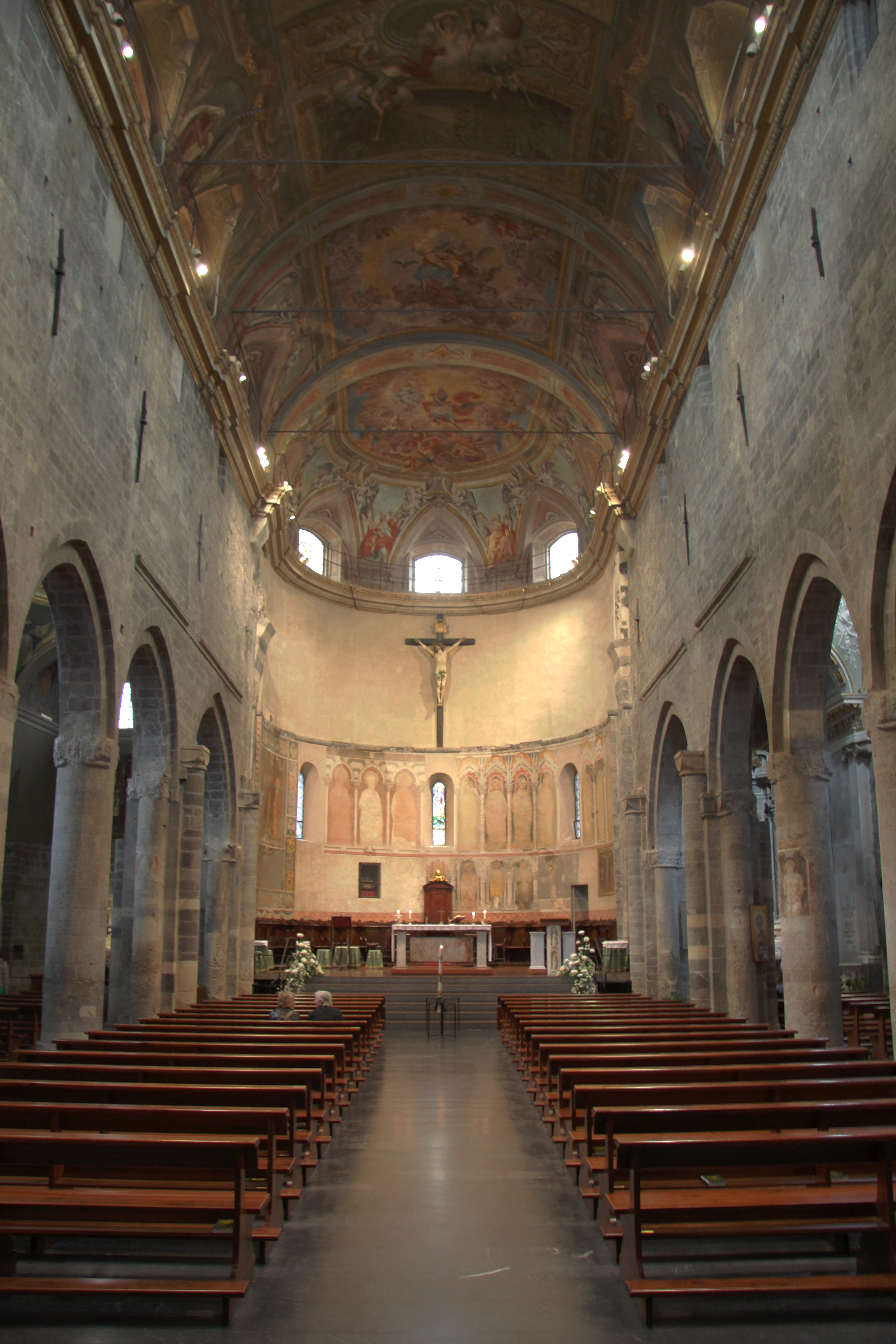
La navata maggiore

La cattedrale si presenta oggi divisa in tre navate con la suddivisione in colonne e pilastri originari sorreggenti archi ogivali ricostruiti. Gli interventi di Nino Lamboglia permisero inoltre la cancellazione di elementi barocchi dal presbiterio, oggi sopraelevato per esigenze liturgiche e per rendere meglio visibile la cripta protoromanica.
Le varie fasi strutturali che si susseguirono nei secoli sono ben visibili nella facciata che si presenta con un notevole rosone e una decorazione ad archetti pensili. L'attiguo campanile è stato ricostruito tra il 1391 e il 1395 dall'architetto-canonico di Albenga Serafino Mignano con la collaborazione dei capimastri Oberto e Tommaso Caressia. Considerato il più insigne esempio di epoca tardo gotica, è sviluppato su cinque ordini di bifore e trifore culminante con una cuspide poligonale con pinnacoli ai quattro spigoli. Nella spaziosa cella campanaria è ospitato un interessante concerto di quattro campane in Fa maggiore, realizzato negli anni 1785-1790 dal fonditore Bertoldo di Bagnasco. L'edificio ospita un organo Serassi-Mascioni, realizzato fra il 1838 e il 1840 e fra il 1976 e il 1977, posto all'interno di una cassa lignea del XVII secolo.

## Le opere
All'interno della cattedrale sono conservate pregiate opere scultoree e pittoriche. Gli affreschi della volta sono opera dei pittori Maurizio e Tommaso Carrega, del XIX secolo e restaurati nel corso del 1999-2000, di Raffaele Resio e di Santo Bertelli. Nella navata destra è presente un'edicola del 1456 con l'affresco ritraente Santa Chiara e due offerenti, la Crocifissione con i santi Antonio abate e Giovanni Evangelista e il vescovo committente del 1528 del pittore detto il Pancalino.
Nell'abside laterale destra, sull'altare barocco, vi è una tavola della fine del XV secolo: la Pentecoste; nell'abside centrale sono raffigurati cicli di affreschi della seconda metà del Quattrocento; sull'altare maggiore il paliotto cinquecentesco ritraente i Santi Verano, Michele Arcangelo e Giovanni Battista.
Altri dipinti sono le due tavole del pittore Luca Baudo (Sant'Eligio e Sant'Ampelio) della fine del XV secolo; il Miracolo di san Verano di Giovanni Lanfranco e la Madonna col Bambino e santi di Orazio De Ferrari; questi ultimi dipinti non sono esposti nella cattedrale per motivi di sicurezza, ma nel vicino museo diocesano, dove si trovano anche il Martirio di santa Caterina d'Alessandria di Guido Reni e il San Giovanni Battista attribuito ad un pittore caravaggista e di recente ipotizzato dal critico d'arte Vittorio Sgarbi come autentico Caravaggio.

## Galleria d'immagini

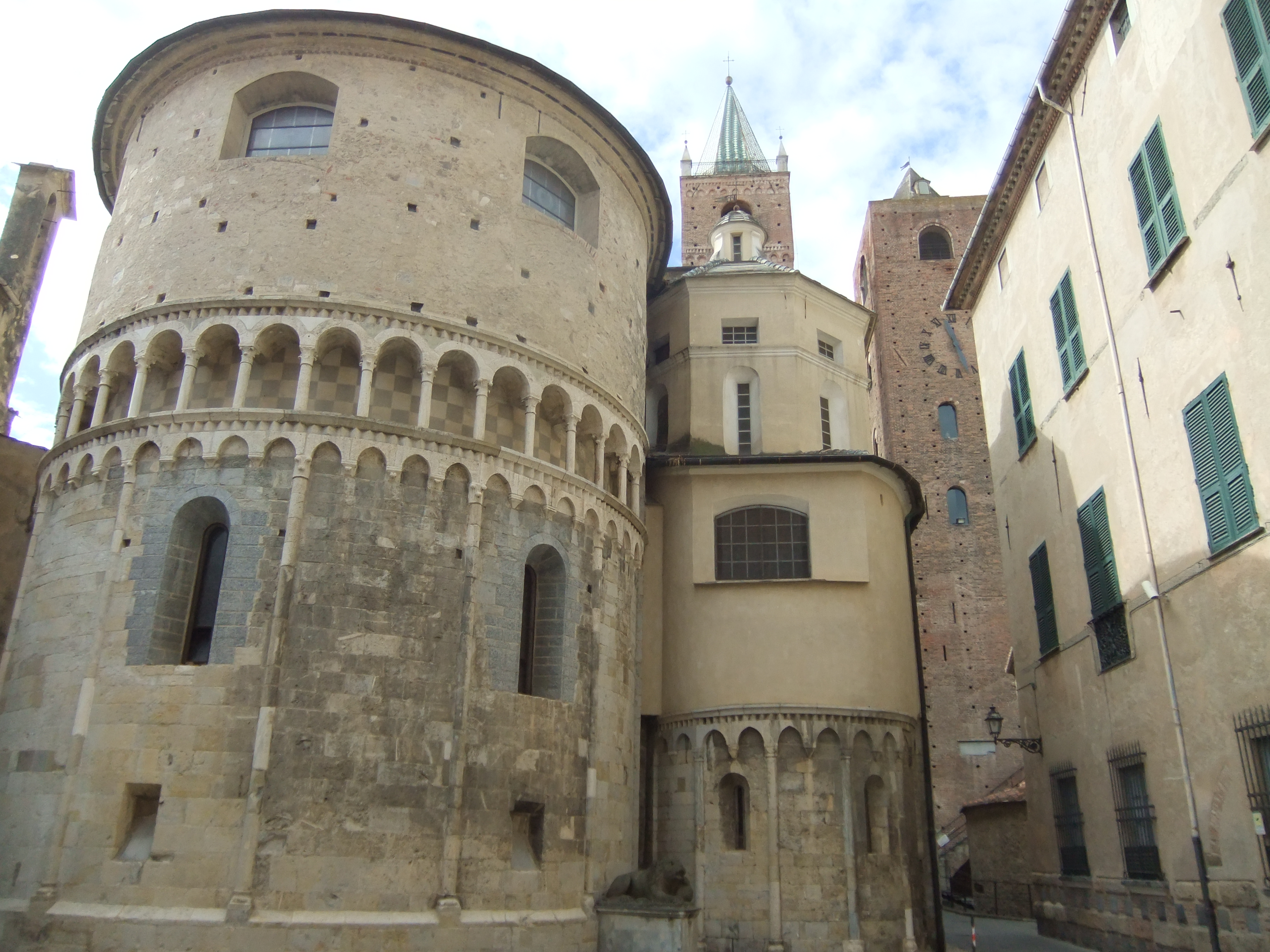
L'abside esterna
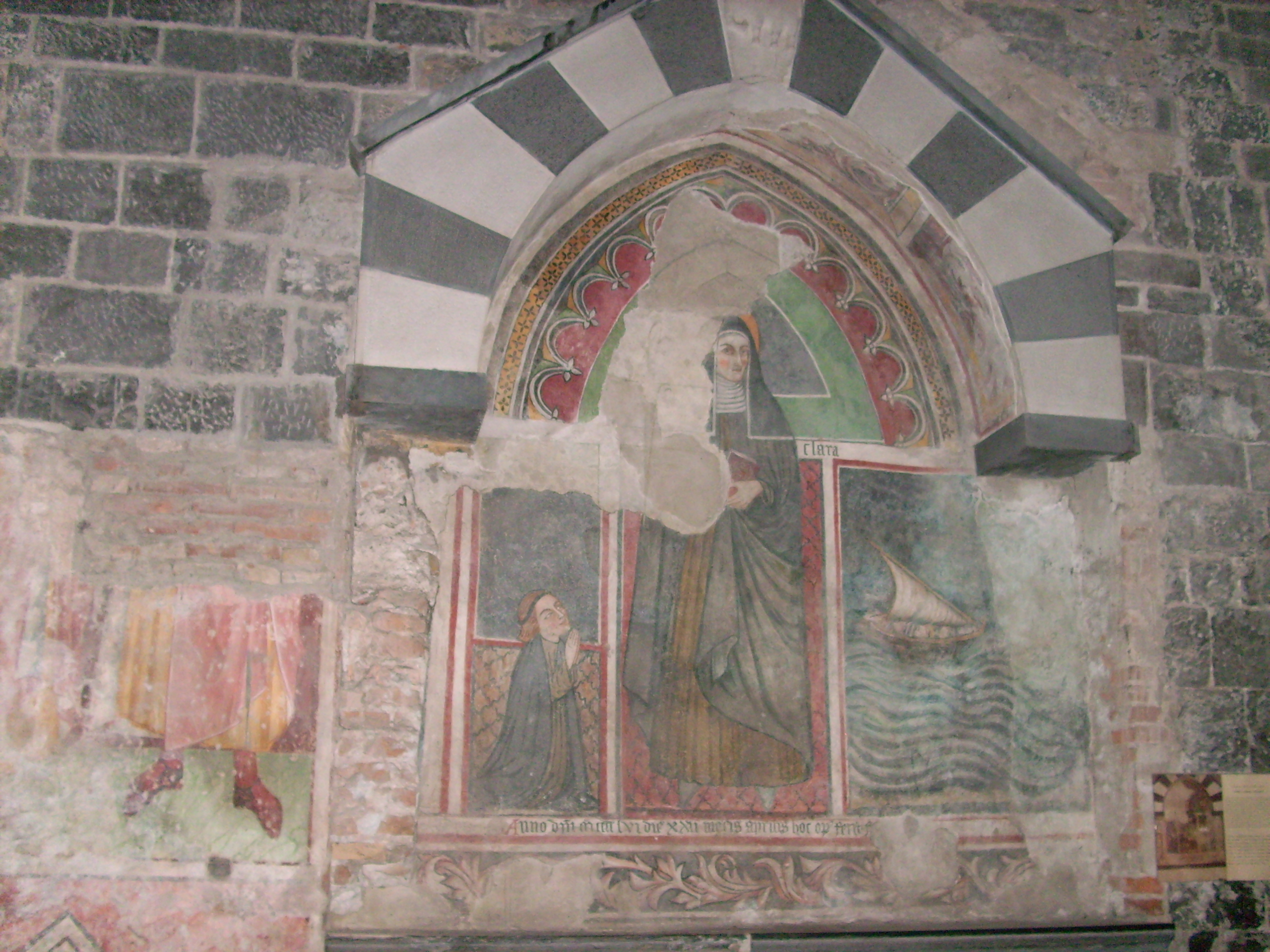
Affresco di santa Chiara
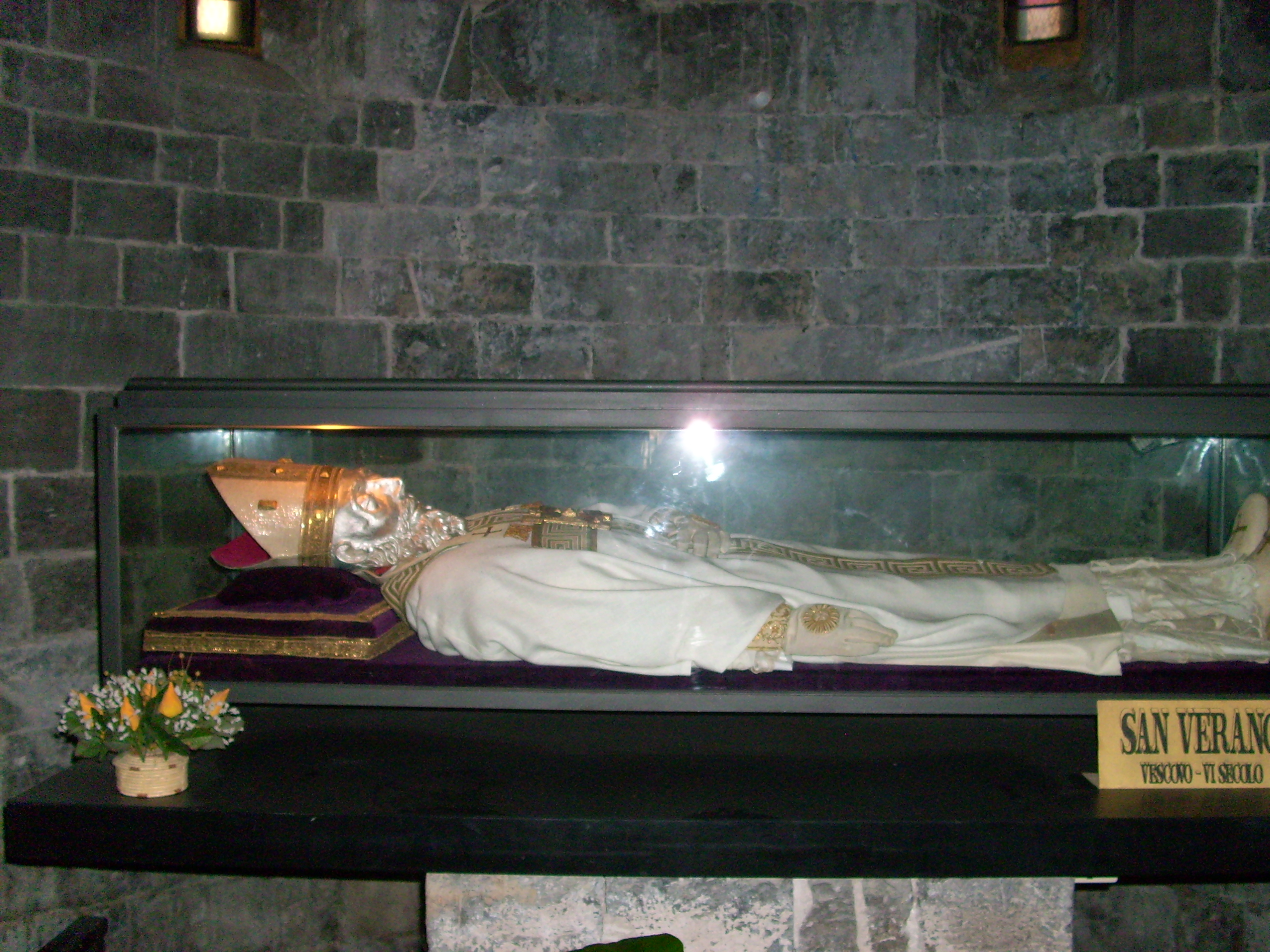
Spoglie di san Verano, vescovo francese del VI secolo
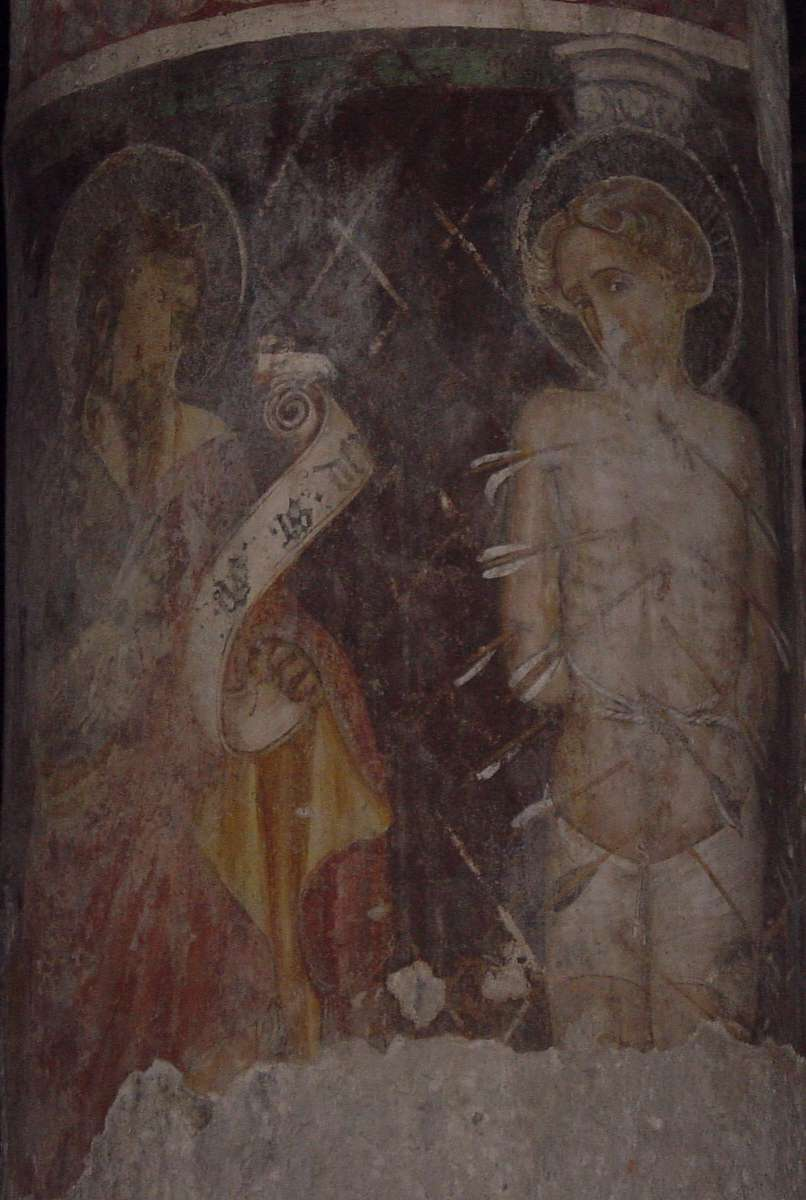
Affreschi di san Giovanni Battista e san Sebastiano
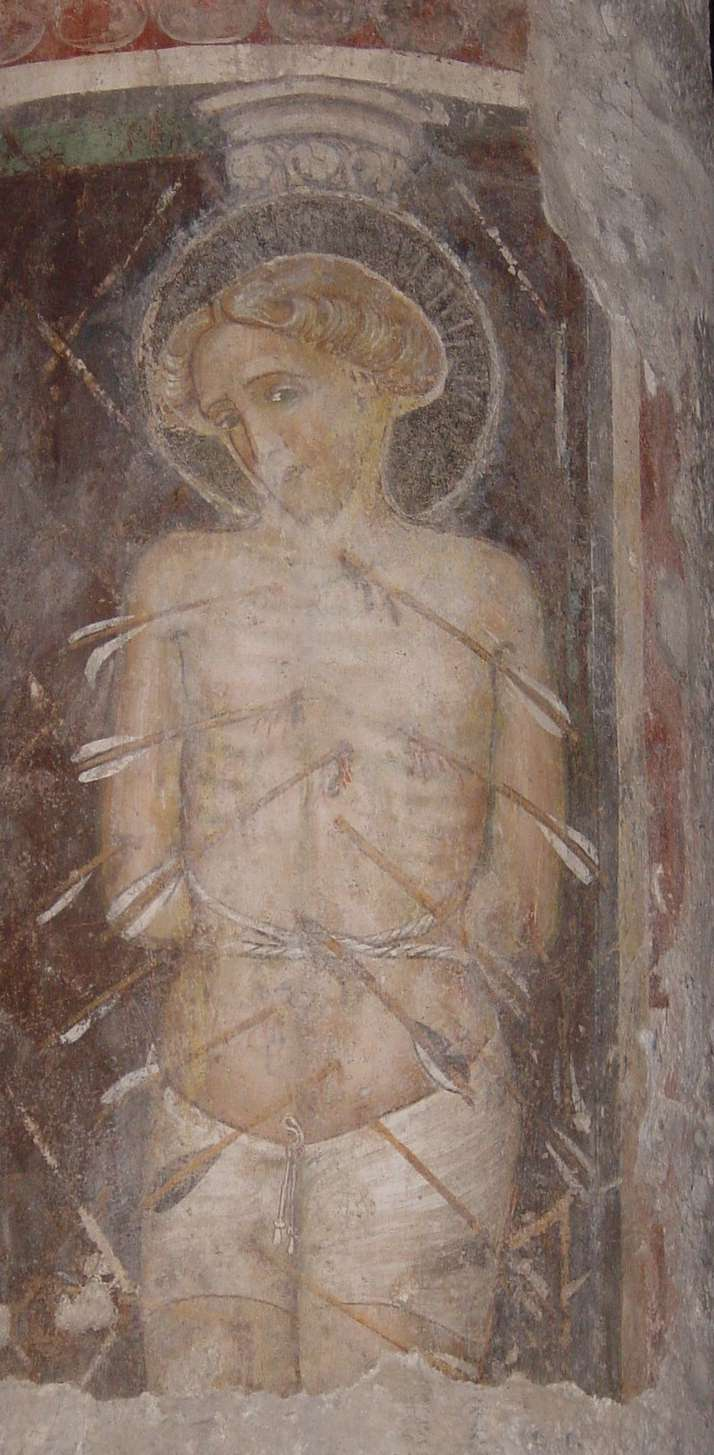
Particolare di san Sebastiano
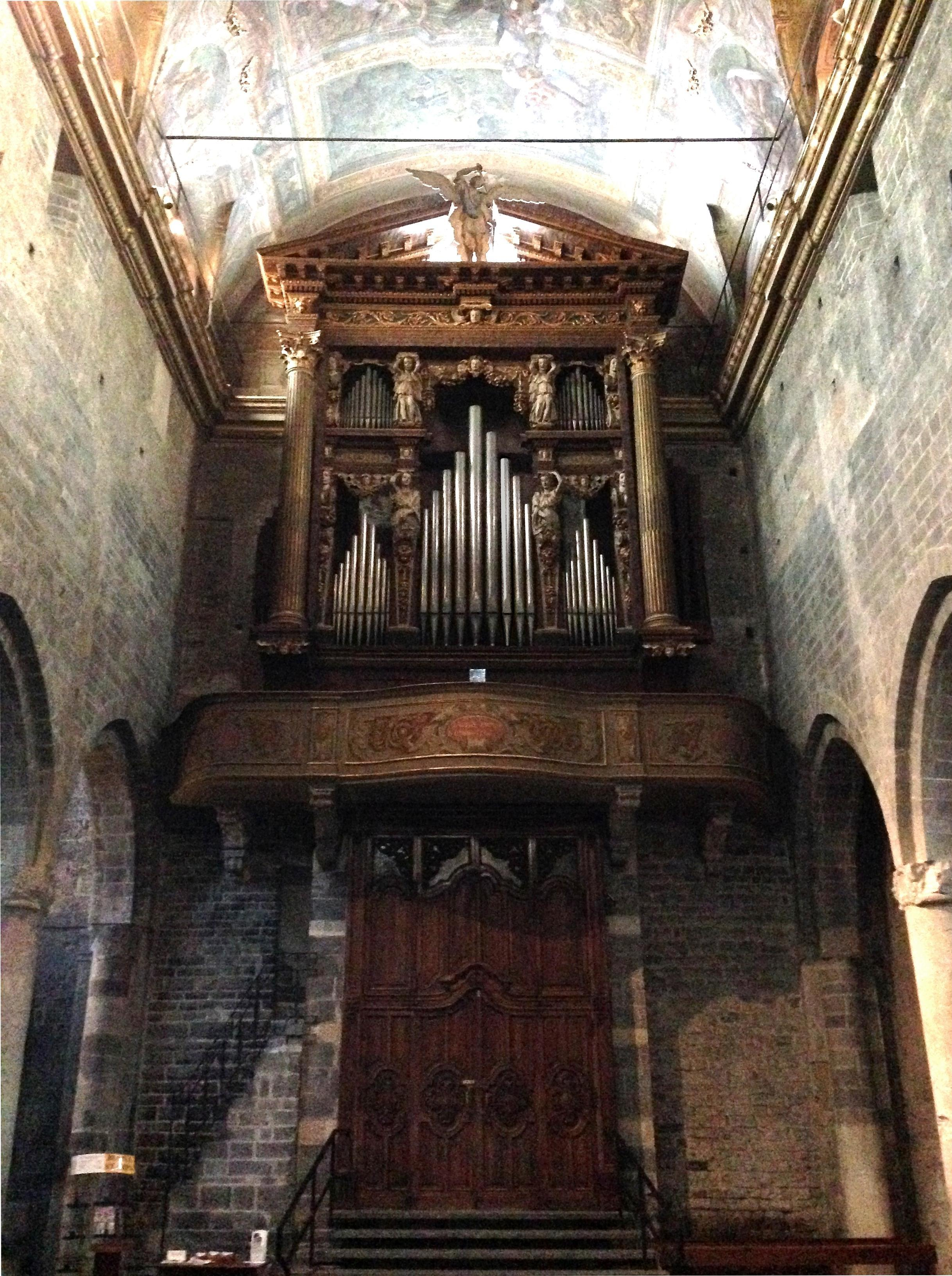
L'organo Serassi-Mascioni